# Poutnov
Poutnov (németül Pauten) Teplá településrésze Csehországban a Karlovy Vary-i kerület Chebi járásában. Központi községétől 4,5 km-re északnyugatra fekszik. A 2001-es népszámlálási adatok szerint 40 lakóháza és 129 lakosa van.